# Azzaba (kommun i Marocko)
Azzaba (franska: Azzaba (CR), Azzaba (Commune Rurale), arabiska: البيبان) är en kommun i Marocko.   Den ligger i provinsen Sefrou och regionen Fès-Meknès, i den nordöstra delen av landet, 200 km öster om huvudstaden Rabat. Antalet invånare är 2 493.